# Speckweiher (Haundorf)
Der Speckweiher liegt beim Ort Brand, einem Gemeindeteil der Gemeinde Haundorf im mittelfränkischen Landkreis Weißenburg-Gunzenhausen.
Der etwa drei Hektar große Weiher liegt am Rand des Spalter Hügellands im Fränkischen Seenland unweit westlich von Brand, südlich von Eichenberg und östlich von Büchelberg auf einer Höhe von 429 m ü. NHN. Der Speckweiher wird vom Altmühlzufluss Laubenzedeler Mühlbach durchflossen. Der Speckweiher gehört zusammen mit den anliegenden Stillgewässern Eichenberger Weiher, Branderweiher und Schnackenweiher zu einer Weiherkette. Nicht zur Weiherkette gehören die nordwestlich befindlichen Schleißbühlweiher, Holzweiher und Haundorfer Weiher.